# Pasvalys (gemeente)
Pasvalys is een van de 60 Litouwse gemeenten, in het district Panevėžys.
De hoofdplaats is de gelijknamige stad Pasvalys. De gemeente telt ongeveer 33.000 inwoners op een oppervlakte van 1289 km².

## Plaatsen in de gemeente
Plaatsen met inwonertal (2001):
- Pasvalys – 8709
- Joniškėlis – 1477
- Pumpėnai – 952
- Saločiai – 913
- Pušalotas – 885
- Vaškai – 688
- Mikoliškis – 617
- Ustukiai – 615
- Narteikiai – 603
- Pajiešmeniai – 603